# Sub Line
Sub Line war eine deutschsprachige Musikzeitschrift aus Gelsenkirchen-Buer, die sich schwerpunktmäßig der Alternative- und Independent-Szene widmete. An die Zeitschrift war das Plattenlabel Sub Terranean gekoppelt, das sich durch Veröffentlichungen in den Bereichen Wave, Goth, Synthpop, EBM, Electro, IDM, Techno und Trance einen Namen machen konnte. 1995 ging aus dem Sub Line die Musikzeitschrift Neurostyle hervor.

## Geschichte
Das Magazin wurde Anfang 1992 ins Leben gerufen. Die ersten beiden Ausgaben vom Februar und April 1992 erschienen als kostenlose Leseproben mit jeweils 16 Seiten. Ab Ausgabe 3, die im Mai 1992 veröffentlicht wurde, war das Sub Line erstmals als 64 Seiten umfassendes Musikmagazin am Kiosk erhältlich. Den internationalen Vertrieb übernahm die Wiesbadener Verlagsunion (VPM). Somit war die Zeitschrift in Deutschland, Österreich und in der Schweiz verfügbar. Nachdem zwei weitere Ausgaben im Abstand von zwei Monaten auf den Markt gekommen waren, wurde das Sub Line ab der Novemberausgabe 1992 monatlich publiziert.
Die Chefredaktion blieb variabel besetzt. Zunächst besetzten Jörg Wickermann und Sascha Greinke diese Position, nachfolgend ergänzt um Marcel Anders. Anschließend übernahmen Charly Rinne, Benno Limberg und Mike Litt diese Aufgabe.
Namhafte Mitarbeiter des Magazins waren u. a. Martin von Arndt (Printed at Bismarck’s Death), Manfred Thomaser (The Disorder, Distain!), Oswald Henke (Goethes Erben), Michael Zöller (Zwischenfall), Thomas Thyssen (Pagan Love Songs), Joe Asmodo, Stefan Herwig (Off Beat), Thorsten Stroht (Off Beat, The Klinik), Michael Krumbein (Intro Magazin), Bernhard Klumb (Forthcoming Fire), Matthias van den Nieuwendijk (DJ Mat Mushroom, Mushroom Magazine), Joel Amaretto und Oliver Klemm sowie die beiden Fotografinnen Katja Ruge und Katharina Coen. Einige Mitwirkende waren anfangs bzw. nebenbei für die inhaltlich ähnlich gestaltete Zeitschrift Zillo aktiv, zu deren Konkurrenz das Sub Line zeitweilig gezählt wurde.
1995 wurden die Arbeiten am Magazin eingestellt. Viele der Mitarbeiter arbeiteten seitdem am Sub-Line-Ableger Neurostyle (ab 1998 „Nova Files“), der sein Hauptaugenmerk auf Electro, Wave und Crossover legte.

## Inhalt
Inhaltlich widmete sich das Sub Line dem gesamten alternativen Spektrum der 1990er Jahre, darunter den Bereichen Noise Pop, Indie-Rock, Madchester, Grunge, Britpop, Punk, Gothic Rock, Dark Wave, EBM, Industrial Rock, IDM, Electronica, Techno und Hip-Hop.
Neben einer News-Sektion, Interviews, Kurzporträts, Einzelkonzert- und Festivalberichten, zahlreichen CD- und Plattenkritiken, Tourdaten und einer Kleinanzeigenrubrik verfügte das Magazin über eine als Into the Future titulierte Seite für Newcomer-Bands, den zumeist doppelseitigen Szene-Check mit Clubvorstellungen innerhalb Deutschlands, sowie zwei separate News-Sparten, die Kurzinfos zum aktuellen Geschehen der deutschen (German Underground) und britischen (London Calling) Alternative-/Independent-Kultur beinhalteten. Des Weiteren präsentierte das Sub Line diverse Specials zu Trends, Labels und Kompilationen, etwa zu Grunge und der Plattenfirma Sub Pop, Surf-Punk, Heavenly Voices, Dark Wave und Gothic in Deutschland (Godfathers of German Goth), Industrial Metal, zur CD-Reihe Pop & Wave (The Sound of the 80s) oder Labelreports zu Flying Nun und Warp Records.

## Sub Terranean
Im Frühjahr 1993 gründete Sub Line die Plattenfirma Sub Terranean, die für die erfolgreiche Sampler-Reihe We Came to Dance verantwortlich zeichnete. Insgesamt wurden bis 1999 zwölf Kompilationen unter diesem Titel veröffentlicht. Weitere Samplerreihen waren Undercover, Wave Romantics, Godfathers of German Gothic, Call of the Banshee, Touched by the Hand of Goth, Moonraker, Dream Injection und Miroque. Die Plattenfirma wurde auch nach der Einstellung des Sub-Line-Musikmagazins bis ins Jahr 2002 weitergeführt und konnte sich nebenbei auch in der Techno-/Trance-Szene einen Namen machen.

## Heftausgaben
| Heft   | Monat                       | Titelbericht                 | Inhalt |
| ------ | --------------------------- | ---------------------------- | --- |
| Nr. 1  | Februar 1992                | Lou Reed                     | The Jesus & Mary Chain, They Might Be Giants, Carter U.S.M., Rollins Band, Lush, Blur, The Sugarcubes, Teenage Fanclub, The Romeos, Dread Zeppelin, The Cure, Nirvana, The Cassandra Complex |
| Nr. 2  | April 1992                  | Ride                         | The Mission, Bel Canto, Gavin Friday, The Jesus & Mary Chain, Fischer-Z, Neil Young, The Sisters of Mercy, Laibach, Clock DVA, Freaky Fukin' Weirdoz, Teenage Fanclub, Red Hot Chili Peppers, Buffalo Tom, Wolfsheim |
| Nr. 3  | Mai / Juni 1992             | The Sisters of Mercy         | Peter Murphy, Carl McCoy, Rausch, Gas Huffer, Creaming Jesus, Manic Street Preachers, James, Poems for Laila, Concrete Blonde, The Charlatans, Doughnuts, Waterhouse, Misery L.C., Teremoto Party, Monster Magnet, Bone Club, Pigmy Love Circus, Live, Space Cowboys, Die Schröders, Lush, Goethes Erben, Deine Lakaien, Bad Religion, Laibach, And One, M. Walking on the Water, Fischer-Z, Lou Reed, Teenage Fanclub, Billy Bragg, Soundgarden, Pearl Jam, Blumfeld, The Sugarcubes, Buffalo Tom, Red Hot Chili Peppers, Ride, New Model Army |
| Nr. 4  | Juli / August 1992          | The Mission                  | Opus III, Rubicon, L7, The Wedding Present, Carter U.S.M., Mudhoney, Front 242, Hair & Skin Trading Co., Placebo Effect, The Soup Dragons, Adorable, Escape with Romeo, Teenage Fanclub, The Candy Dates, Miles from Nowhere, D-Base 5, Carnival Art, NOFX, Bullet LaVolta, Steve Wynn, Simon Bonney, Peter Astor, The House of Love, Printed at Bismarck's Death, Wolfsheim, Diamanda Galás, Cpt. Kirk, Twelve Drummers Drumming, The Jesus & Mary Chain, James, Freaky Fukin' Weirdoz, Rausch, Curve, My Bloody Valentine, The Charlatans, Nick Cave & The Bad Seeds, Rollins Band, Urban Dance Squad, Sonic Youth, B-52's |
| Nr. 5  | September / Oktober 1992    | The Ramones                  | Dave Stewart, Pavement, Fugazi, Sonic Youth, Morrissey, The Lemonheads, Cud, Levitation, The Ukrainians, The Schramms, James Rays Gangwar, Swervedriver, 25th of May, Afghan Whigs, Wayne Hussey, Subterfuge, D.Illusion, Untitled, The Autumn Stone, Die Krupps, Kong, Gypsy Kyss, Sun, Relatives Menschsein, Girls Under Glass, Forthcoming Fire, Ministry, Die Haut, Snog, Heroes del Silencio |
| Nr. 6  | November 1992               | The Cure                     | Bellicoons, Cranes, R.E.M., Throw that Beat in the Garbagecan!, Hallelujah Ding Dong Happy Happy, Inspiral Carpets, Overwhelming Colorfast, Sugar, Rein Sanction, Shyboy, Wire Train, Pink Turns Blue, The Jesus Lizard, Throwing Muses, Secret Discovery, Jordan Minnesota, Del Amitri, Ineffectual Protest, Silence Gift, Substanz T, Atomic Avenue, Necrophilistic Anodyne, Oil on Canvas, The Bates, The Soft Parade, Shifty Sheriffs, Kitchens of Distinction, Project Pitchfork, The Eternal Afflict, Nova Mob, Public Enemy, Matthias Arfmann, Bigod 20, Blok 57, Manic Street Preachers, Danzig, The House of Love, Ride, Who by Fire, EMF, Love Like Blood, The Stranglers                                                                   |
| Nr. 7  | Dezember 1992 / Januar 1993 | Morrissey                    | The Pogues, All About Eve, Ned's Atomic Dustbin, House of Pain, Daisy Chainsaw, Fischer-Z, The Stranglers, The Notwist, The Balanescu Quartet, Ultra Vivid Scene, Soul Asylum, The Family Cat, Smiles in Boxes, Cell, Gruntruck, The Flaming Lips, Soil, We Smile, The Shanes, Catherine Wheel, My Life with the Thrill Kill Kult, Ballyhoo, The House of Love, Like a Daydream, Carlof, Dune, Butterbeans, Union Carbide Productions, These Immortal Souls, Consolidated, Death in June, The Tors of Dartmoor, Carlos Peron, INXS, Dance or Die, Faith No More, L7, Mucky Pup, Carter U.S.M., Throw that Beat in the Garbagecan!, Bob Geldof, Sonic Youth, Sugar, Test Dept., EMF, Slime, Hass, Gallon Drunk, Codeine, Samian, Deine Lakaien, R.E.M. |
| Nr. 8  | März 1993                   | Phillip Boa                  | Element of Crime, Skrew, The Levellers, Dinosaur Jr., Terry Hoax, Legion, Jonas Jinx, Spear of Destiny, Adrian Borland, Da Lench Mob, NOFX, The House of Usher, Wango, The State of Emergency, Spitfire S.T.C., Sweet William, yelworC, Leæther Strip, Paranoid, Anne Clark, Katrin Achinger, Sebadoh, The The, Frank Tovey, Shonen Knife, Monkeys with Tools, Jesus Jones, Gas Huffer, Green on Red, Jingo de Lunch, The Ramones, Morrissey, The Pogues, Die Fantastischen Vier, Therapy?, Mercury Rev, Escape with Romeo, Plan B, Broon |
| Nr. 9  | April 1993                  | Depeche Mode                 | Butthole Surfers, Supersuckers, Malaria!, Grant W. McLennan, Stone Temple Pilots, The Beloved, Zuzu's Petals, U.K. Subs, Die allwissende Billardkugel, The Nijinski Style, Billion Bob, Come, Broon, Sudden Fall, Flowers Can Burn, Judas Presley, Cinnamon Buzz, And One, Aurora, This Digital Ocean, Ghosting, The Romeos, Fury in the Slaughterhouse, Abwärts, Shadow Project, Dark Orange, Kyoto Blue, Frank Black, Miranda Sex Garden, Asylum, The Pachinko Fake, The Levellers, Mercury Rev, Escape with Romeo, Big Country, Abstürzende Brieftauben, Carnival Art, The Comsat Angels, New Model Army, The Sundays, Suede, Firehouse, God Is LSD                                                                                                |
| Nr. 10 | Mai 1993                    | Heroes del Silencio          | Sun, Toy Dolls, Superchunk, Plastic Noise Experience, Mick Harvey, Die Sterne, Richies, Circus Lupus, Jason Rawhead, Gunjah, Bloodstar, The Levellers, The Home of the Hitman, Endless, Realm of Doom, Strange, The Moon Seven Times, Tilt!, Two Witches, Prophet O' Haphazard, Big Country, And One, X Marks the Pedwalk, Still Patient?, New Order, The Walkabouts, Runrig, Porno for Pyros, Fleischmann, PJ Harvey, Dinosaur Jr., Run Run Vanguard, Technogod, Monster Magnet, Adorable, Ned's Atomic Dustbin, Pro-Pain |
| Nr. 11 | Juli / August 1993          | New Order                    | Die Toten Hosen, Red Hot Chili Peppers, Mindfunk, Robert Forster, The Fall, The Ramones, Front 242, Arts & Decay, Blessing in Disguise, John & Mary, Flowerpornoes, The Dogs d'Amour, Red House Painters, Cranes, …But Alive, Alexander Veljanov, Chor Chorea, Pils Angels, By-Below, Groove Minister, Numb, Hammerbox, World Party, Cyrus, Catastrophe Ballet, Armageddon Dildos, Secret Diescovery, Clock DVA, Moon, Elektric Music, Das EFX, New Model Army, Phillip Boa & The Voodooclub, Gallon Drunk, Arrested Development, M 99, The Happy Cadavres, Flipper, Data-Bank-A, Pond, Diesel Christ, Bad Religion, The Gun Club, Fortification 55, The Prodigy                                                                                      |
| Nr. 12 | September 1993              | The Levellers                | Dorsetshire, Cornershop, The Young Gods, Iggy Pop, Paw, Bad Brains, Bad Little Dynamos, The Frits, The Fat Lady Sings, Clockhammer, X-tal, Black Uhuru, Cosmic Psychos, 4 Non Blondes, Björk, Only Living Witness, The Smashing Pumpkins, Urge Overkill, Motorpsycho, Treponem Pal, Orange Sector, Beborn Beton, Trauma, Helga Pictures, G.G.F.H., Some More Crime, Caspar Brötzmann, Engelsstaub, The Klinik, Qntal, Marc Almond, Dronning Maud Land, Monkeys with Tools, Hugh Cornwell, Big Chief, Type O Negative, Secrets of Industrialized Noise, Spartak, Bubblegum Ride, Eat, Spin Doctors, Das Ich |
| Nr. 13 | Oktober 1993                | Revolting Cocks              | Haubjobb., Secrets of Cash 'n' Carry, The Cassandra Complex, The Wonder Stuff, Pressure Drop, Peace, Love & Pitbulls, Joe Henry, Die Reimbanditen, Atari Teenage Riot, The Illegal Artists, Nationalgalerie, Sabotage Qu'est-Ce Que C'est?, Absolute Body Control, Dementia Simplex, Cubanate, Yo La Tengo, Teenage Fanclub, Dead Can Dance, Diamanda Galás, Les Hommes Qui Wear Espandrillos, Die Art, Milch, Runrig, The Sisters of Mercy, Buffalo Tom, Curve, Big Light, The Perc Meets the Hidden Gentleman, Necrophilistic Anodyne, Ghost of an American Airman, Rubbermaids, Love Camp 7, The Wipers, Iggy Pop, The Verve, Paul Weller, Crush, The Afghan Whigs, Carter U.S.M., The Smashing Pumpkins, Wolfsheim                                |
| Nr. 14 | November 1993               | Marc Almond                  | Clutch, Nerve, The Lemonheads, Catherine Wheel, Soul Asylum, The Mission, Hypnolovewheel, Motion, Freedy Johnston, Megalomaniax, Station 17, Sepultura, Boy George, Garden of Delight, Innerstate, Blind Passengers, The Godfathers, Juliana Hetfield, Buffalo Tom, Ultra de Gaulle, Myrna Loy, Hard Ons, Goethes Erben, Pet Shop Boys, Tad, Anita Lane, Leæther Strip, Il Gran Teatro Amaro, Die Krupps, The Subway Surfers, S.P.O.C.K., Mark Burgess, Invisible Limits, The Pogues, Nick Cave & The Bad Seeds, The Wipers, Crowded House, Erotic Jesus, Schnitt Acht, In the Nursery, Sleeping Dogs Wake, James, Deine Lakaien |
| Nr. 15 | Dezember 1993 / Januar 1994 | The Sisters of Mercy         | Kerosene, Snail, INXS, The Melvins, Madhouse, Th' Faith Healers, Supersnazz, And All Because the Lady Loves…, Well Well Well, Luscious Jackson, Les Thugs, Carter U.S.M., Ghosts of Dawn, Derrière le Miroir, Printed at Bismarck’s Death, Back to the Planet, Clawfinger, Girls Under Glass, Die Form, Carl McCoy, Yo La Tengo, The Early Bert, Eskimos & Egypt, Jim Morrison, Alien Sex Fiend, Operating Strategies, Ledernacken, Phantoms of Future, Life of Agony, Crackerbash, Royal Trux, 7 Seconds, David Sylvian, Einstürzende Neubauten, Heroes del Silencio, Curve, Swervedriver, Juliana Hatfield, Spell, Dreamgrinder, Electro Assassin, And Also the Trees, Ice T, Forthcoming Fire                                                      |
| Nr. 16 | Februar 1994                | Therapy?                     | Boo Trundle, Steril, M. Walking on the Water, Doughboys, The Jeremy Days, Mucky Pup, African Head Charge, Mink Stole, Charles, Radiohead, Melissa Ferrick, Unsane, Dead Moon, Morphine, 2 Bad, Bettie Serveert, Howard Jones, Die Ärzte, S. 12, Rain on Bamboo, Twice a Man, Love Like Blood, Red Kross, Cocteau Twins, Mick Karn, The Outsiders, Goodbye Mr. Mackenzie, Happy Walters, Fugees, Subterfuge, Freaky Fukin' Weirdoz, Barkmarket, The Walkabouts, King's X, Fischer-Z, Strange Nature, Project Pitchfork |
| Nr. 17 | März 1994                   | Phillip Boa & The Voodooclub | Stabbing Westward, Tindersticks, Terry Hoax, Instant Karma, Walls Have Ears, Voodoo Queens, The Lemonbabies, 18th Dye, Supreme Machine, Paracont, Buffalo Tom, X Marks the Pedwalk, The Scabs, The Convent, The Proclaimers, Nonoyesno, Died Pretty, Silke Bischoff, Soul in Isolation, Trauma, The Jinxs, Meat Puppets, M. Walking on the Water, Magnapop, Teddybears STHLM, Waltari, Pavement, Sister Aaron, The Bates, The Balanescu Quartet, Rancho Diablo, Boxhamsters, Aphex Twin, Tindersticks, Zodiac Mindwarp, Shock Therapy, Redd Cross, Les Rita Mitsouko, Jellyfish Kiss, N-Factor, The Divine Comedy, De/Vision, Lacrimosa |
| Nr. 18 | April 1994                  | Element of Crime             | T.A.S.S., Eternal Rest, Inspiral Carpets, Elvis Costello, Alien Boys, Heather Nova, Space Cube, Selig, Compulsion, The Verve, Second Voice, Wumpscut, Juniper Hill, Numb, Headcrash, Front Line Assembly, The Blue Aeroplanes, Spirit of the West, Mother Earth, Das Auge Gottes, The Shanes, The Charlatans, Psyche, Shock Therapy, Shifty Sheriffs, Apoptygma Berzerk, Texas, The Glee Club, Pink Turns Blue, Gang Starr, The Nuns, Renegade Soundwave, Haujobb., Blind Passengers, Björk, Red Sky Coven, The Melvins, Deine Lakaien, Die Krupps, Poems for Laila, St. Etienne |
| Nr. 19 | Mai 1994                    | Nick Cave & The Bad Seeds    | Kurt Cobain, Flugschädel, Urban Species, The Legendary Pink Dots, Sonic Youth, Lisa Germano, John Trudell, Vic Chesnutt, Thomas Schwebel/Fehlfarben, KISS, Cheap Trick, Eggstone, Mortal Constraint, Lassigue Bendthaus, Swamp Terrorists, Swell, Second Decay, The Gun Club, Clawfinger, Soundgarden, Abstürzende Brieftauben, Badtown Boys, Erasure, Whisky Priests, Blessing in Disguise, Bones, Fortification 55, The Dry Halleys, Henry Rollins, Nine Inch Nails |
| Nr. 20 | Juni / Juli 1994            | Beastie Boys                 | Counting Crows, Lab Animals, Killing Joke, Blur, Primus, Urban Dance Squad, KMFDM, Chumbawamba, Nikki Sudden, Des'ree, Heaven West Eleven, Tekton Motor Corporation, Fleischmann, Codeine, Morphine, Leæther Strip, Varga, Lotion, Consequence, Donna Regina, Nick Cave & The Bad Seeds, Stabbing Westward, Tall Dwarfs, Cell, George Clinton, Secret Discovery, Rausch, All, Slime, Dive, Possum Dixon, Credit to the Nation, Nova Mob, The Nits, Dog Eat Dog, Bourbonese Qualk, Das Weeth Experience, The Cruel Sea, Miranda Sex Garden, Biohazard, XC-NN |
| Nr. 21 | August 1994                 | Stone Temple Pilots          | Evils Toy, La Costa Rasa, Ride, The Prodigy, Nas, Chris Hughes, Terrorvision, Hands on the Wheel, Downset., Spermbirds, The Jesus & Mary Chain, Violent Femmes, Rose Chronicles, No Comment, Screams for Tina, Sweet William, Pigface, Tiere der Nacht, The Auteurs, Oracle, Bob Geldof, Helmet, Galliano, The Lemonheads, Senser, Gum, Throw that Beat in the Garbagecan!, Lush, Dorsetshire, L7 |
| Nr. 22 | September 1994              | The Jesus & Mary Chain       | Common Spring, The Millions, Christian Death, Broon, Pro-Pain, Robert Forster, Megavier, Fun-da-mental, Die Art, Reality Brothers, Manic Street Preachers, Patty Galore, Kyoto Blue, Peach, Oasis, Mentallo & The Fixer, In the Nursery, Noir Désir, Killing Joke, Helmet, Stiltskin, Boo-Yaa T.R.I.B.E., Regenerator, Grant Lee Buffalo, Whipped Cream, Swimming the Nile, Selig, Bad Religion, Pop Will Eat Itself, Kastrierte Philosophen, Lost Souls |
| Nr. 23 | Oktober 1994                | Die Ärzte                    | Faith & The Muse, Sieg über die Sonne, Shane Mac Gowan, Live, Daryll-Ann, Gumball, Silke Besa, Green Hill, Mordred, Laurent Garnier, The Ukrainians, Jingo de Lunch, The Mao Tse Tung Experience, Suicide Commando, Placebo Effect, Bigod 20, Kinky Boot Beast, Ballyhoo, Public Enemy, Swimming the Nile, The Lemonheads, Brooklyn Funk Essentials, Bellicoons, The God Machine, Dave Stewart, Babe the Blue Ox, Les Hommes Qui Wear Espandrillos, Dinosaur Jr., Blind, Orbital, Love & Rockets, Front Line Assembly, They Might Be Giants |
| Nr. 24 | November 1994               | Suede                        | Delay, Veruca Salt, Yello, Big Chief, Dizzy Miss Lizzy, Moist, Warrior Soul, Andreas Dorau, Spearhead, Blur, Flowerpornoes, Armageddon Dildos, Holy Gang, Dada, Die Form, Sielwolf, Steril, Die Sterne, Bad Religion, Shed Seven, Atomic Swing, Mother Tongue, Green Day, Kitchens of Distinction, Hass, Consolidated, Ear Movement, Zapp Zapp, The Cranberries, Chris Reed, Echobelly, Terry Hall, Laibach, R.E.M. |
| Nr. 25 | Dezember 1994 / Januar 1995 | INXS                         | Shootyz Groove, Salad, The Black Crowes, Big Audio, Das Ich, The Eternal Afflict, Shed Seven, American Music Club, Cud, Queensrÿche, Genital A-Tech, The Golden Palominos, REC., Dream Warriors, The Inchtabokatables, Machine Head, The Melvins, Shiny Gnomes, The Wedding Present, Numb, Terrorvision, Die Toten Hosen, The Cramps, Pitch Shifter, Hip Young Things, Carlos Person, Suede, Ballyhoo |